# از حجتیه تا کمونیسم کارگری
از حجتیه تا کمونیسم کارگری، خودزندگی‌نامه و مجموعه مقالات نوشته بابک یزدی.

## دربارهٔ کتاب
کتاب خودزندگی‌،نامه‌ی بابک یزدی و مجموعه مقالاتی از اوست. حسن پویا در «چند کلمه به عنوان پیش درآمد» می‌نویسد: 
در مورد کتاب او (از حجتیه تا کمونیسم کارگری) نوشته‌های مربوط به سال‌های آوارگی در دبی، فرار از دبی با لنج به هندوستان، زندان‌های هندوستان، مرثیه‌ای برای دل خودم، نام به منطور حکمت و ئاسخ زنده یاد منصور حکمت به او و...»

## درباره نویسنده
بابک یزدی، فعال و مدافع زندانیان سیاسی، از بنیانگزارا «سازمان دافع از زندانیان سیاسی» و «کانون خاوران» مدیر اجرایی کانون خاوران
بابک یزدی به همراه سایر اعضای حزب کمونیست کارگری در تجمعات در شرق کانادا در رابطه با جنبش «زن زندگی آزادی» نقش پررنگی داشته‌اند.
، عضو کمیتۀ مرکزی حزب کمونیست کارگری و دبیر کنونی این حزی در شرق کانادا

## بخشی از کتاب
برای آشنایی با شیوه نویسندگی بابک یزدی بخشی از آن نقل می‌شود:
چرا مسلمان نیستم… انسان با خدا متولد نمی شود ولی در بسیاری از موارد شرایط زمانی ـ مکانی در او تأثیر فراوان دارد. من هم مثل خیلی های دیگر نه تنها پدر، مادر، زبان، محل تولد، رنگ پوست و غیره را خودم انتخاب نکردم، بلکه علاوه بر اینها خدا و مذهب و خرافات هم از خانواده و محیط به من تحمیل شد و متاسفانه بیست و سه سال طول کشید تا توانستم خودم را از این قید و بندها و خرافات آزاد کنم

## نقدها و نظرها
- عزت مصلی نژاد، که دارای دکترای اقتصاد سیاسی است و از او تا کنون چهار کتاب انگلیسی و یک کتاب به فارسی منتشر شده است و هم‌اکنون کارشناس ارشد مرکز کانادایی حمایت از قربانیان شکنجه در باره این کتاب برخی از نکات مثبت و منفی را آن برمی‌شمارد. نکات منفی را این‌ها می‌داند.

در برخی از قضاوت‌ها عجولانه رفتار کرده است و مثلا انتقاداتی به «مجله شهروند» داشته اما از محاسن آن چیزی نگفته.
در بعضی از مقالات در مورد اشخاصی صحبت کرده است که ارزش نام‌بردن نداشته‌اند.
برخی از مقالات و نوشته‌ها دیگگر دورانشان گذشته.
دو تا نقص هم برای کتاب قایل هستند یکی این که در مورد «حجتیه» چیزی نگفتی و در مورد مادرت گفتی اما کم گفتی باید بیشتر می‌گفتی. 
در مورد نکات مثبت می‌گوید:
اولین چیز جالب کتاب در باب زایش خود بابک است، بخش تولد هنگام درو را بخوانید. دوم در زمان کودکی اش است که با دوستش میوه های کدخدا را می دزدند و شبانه جلوی خانه های فقرا می گذارند.
دیگر این که در بخش هایی که از بی دین شدنش می گوید، کار جالبی که کرده این است که ایجاد شک کرده که اساس هر بینش علمی است.
فرهنگ بسته و پیچیده ی خاورمیانه را در اولین عشق بابک می بینیم.
در یک جامعه ای که مبتنی بر جباریت است دوران آوارگی بابک آغاز می شود. به دوبی می رود، به کار سخت گماشته می شود. با لنج به هند می رود و گرفتار توفان اقیانوس می شود. در هند به زندان می افتد و شرح گرسنگی و سختی های زندان را باید خواند که خیلی جالب است.

در بخش دیگری از نوشته خود به موضوع نامه بابک یزدی به منصور حکمت در مورد مرگ احمد شاملو می‌پردازد و آن را سند بسیار مهمی برمی‌شمارد.
 
- حسین افصحی  هنرمند تئاتر و سینما.